# Agalega
Agalega é um pequeno arquipélago no sudoeste do Oceano Índico pertencente ao grupo das ilhas Mascarenhas. As ilhas formam uma dependência da República da Maurícia. As ilhas Agalega ficam situadas a 10° 25′ S, 56° 35′ L, a 1122 km ao norte da ilha Maurícia (uma distância superior à que separa Lisboa do Funchal), a mais de meio caminho para o grupo das Seicheles.
O território das Agalega consiste de duas ilhas principais (Ilha do Norte e Ilha do Sul) com uma área total emersa de 27 km², localizadas na periferia oeste de um largo atol coralino. A Ilha do Norte é a maior e mais populosa, nela se situando, para além do pequeno aeródromo que serve as ilhas, as povoações de Vingt Cinq e de La Fourche. Na Ilha Sul situa-se a pequena povoação de Saint Rita.
O centro administrativo da ilha está situado em Vingt Cinq e está a cargo de uma empresa pública mauriciana (OIDC - Outer Islands Development Corporation). A população total é de cerca de 300 habitantes, vivendo em grande isolamento já que não são permitidas visitas à ilha (excepto em serviço).
A principal produção das ilhas é o coco, exportado para a ilha Maurícia. As ilhas são habitat de um pequeno lagarto raro (Phelsuma borbonica agalegae Cheke) incluído na lista CITES de espécies protegidas.

## História
As ilhas eram possivelmente conhecidas dos árabes e malaios, mas não existiam povoações permanentes, eram também conhecidas dos navegadores portugueses que faziam a rota entre Portugal e Índia no século XVI. No início do século XIX foi usada como base para o comércio de escravos.

### Toponímia
Quanto ao seu nome, existem três versões:
- O explorador português Pedro de Mascarenhas pode ter batizado ambas as ilhas em 1512, quando descobriu a ilha de Maurícias e a ilha de Reunião. Ele nomeou a ilha de Agalega e a ilha de Santa Maria (na costa leste de Madagascar) em homenagem a dois de seus veleiros, Galega e Santa María.
- A segunda, a mais provável, é a que nos leva a João da Nova, um velejador galego ao serviço da coroa portuguesa. Ele era conhecido por seus marinheiros sob o apelido de "Xoam Galego". Este batismo está bem documentado em Os Novos Anais de Viagem (Volume 38, página 88). Está escrito ali que o explorador descobriu estas ilhas em 1501.[2][3]
- A terceira é a do navegador português Diogo Lopes de Sequeira. Sir Robert Scott explicou em seu livro que este navegador havia descoberto Agalega em 1509 chamando-o de Gale Galeass Bank casualties, Gale significa um vento de força 8 em inglês. O nome refere-se, ironicamente, à formação de uma tempestade que moldou as costas de ambas as ilhas. Como resultado desta descoberta, as letras da região representavam os ilhéus como Gale, Galera, Galega e finalmente Agalega.